# Дружба и никакого секса?
«Дружба и никакого секса?» (англ. The F Word; англ. What If) — романтическая комедия 2013 года режиссёра Майкла Дауса. Премьера фильма состоялась в августе 2013 года на Кинофестивале в Торонто.

## Сюжет
Уоллес живёт в Торонто с сестрой и племянником. Он ненавидит свою работу — писать скучные инструкции к компьютерным программам. Уоллес мечтал о медицине, но бросил университет, застав свою девушку во вполне недвусмысленной ситуации с преподавателем анатомии.
На вечеринке Уоллес знакомится с художником-аниматором Шантри, двоюродной сестрой своего друга Аллана; Аллан тем же вечером знакомится с очаровательной блондинкой Николь. Уоллес провожает Шантри до дома, где узнает, что у неё есть парень, Бен, специалист по авторскому праву, работающий в структуре ООН. Хотя она даёт ему свой телефон, он не видит для себя перспектив и даже позволяет ветру унести листок с её номером, но вскоре они случайно сталкиваются в кинотеатре. И Шантри, и Уоллес, они оба пришли в кино одни, в будний день, на дневной сеанс — это знак…
Отношения развиваются по линии безнадёжной дружбы. Шантри живёт с Беном уже пять лет, тот, похоже, созрел сделать ей предложение, но его внезапно отправляют на полгода в командировку в Европу. Уоллес как друг пытается помочь ей справиться с тоской и одиночеством. Они всё больше и больше времени проводят вместе. Поскольку «видов» друг на друга у них нет по определению, их беседы очень откровенны, ведь нет никаких причин что-то скрывать. Тем более, что глупая шутка Аллана и Николь, которые уже успели пожениться, ставит Уоллеса и Шантри в столь дурацкое положение, после которого какие-то близкие отношения между ними кажутся решительно невозможными. Они друзья, и не более того.

## В ролях
| Актёр           | Роль      |
| --------------- | --------- |
| Дэниел Рэдклифф | Уоллес    |
| Зои Казан       | Шантри    |
| Меган Парк      | Далия     |
| Адам Драйвер    | Аллан     |
| Маккензи Дэвис  | Николь    |
| Рэйф Сполл      | Бен       |
| Джемайма Рупер  | Элли      |
| Джонатан Черри  | Джош      |
| Уна Чаплин      | Джулианна |

## Отзывы
Фильм получил в основном положительные отзывы. На сайте Rotten Tomatoes фильм имеет рейтинг 73 % на основе 130 рецензий, со средней оценкой 6,3 из 10. В прессе о фильме писали, что этот фильм хоть и глуповатый, но трогательный «сверх всякой меры».
На сайте Metacritic фильм набрал 59 баллов из 100, на основе 36 отзывов критиков .